# Susan Shields
Pour les articles homonymes, voir Shields.
Susan Shields, née le 3 février 1952 à Érié  (Pennsylvanie), est une nageuse américaine, spécialiste des courses de papillon.

## Carrière
Aux Jeux olympiques de 1968 à Mexico, elle est médaillée de bronze du 100 mètres papillon. Elle dispute aussi le premier tour du relais 4 × 100 mètres quatre nages ; elle n'est pas sélectionnée pour la finale remportée par les Américaines.